# Portret z Chandos
Portret z Chandos (ang. Chandos portrait) – portret, który najprawdopodobniej przedstawia angielskiego poetę, dramaturga i aktora Williama Shakespeare’a. Jego nazwa wzięła się od arystokraty, diuka Chandos, jednego z jego właścicieli. W 1856 roku obraz przekazany został National Portrait Gallery w Londynie, ma numer 1 na liście posiadanych przez nią dóbr.

## Opis
Nie ma możliwości ustalenia, kto go namalował (niektórzy badacze twierdzą, że mógł to być John Taylor), ani kogo tak naprawdę przedstawia. Jedynym współczesnym pisarzowi jego przedstawieniem jest to zawarte w Pierwszym Folio (1623), które prawdopodobnie było konsultowane z jego rodziną i przyjaciółmi; prawdziwość przedstawienia miał potwierdzić Ben Jonson. Podobieństwo mężczyzny przedstawionego na tamtej rycinie z tym na Chandos portrait stanowi główny dowód na to, że przedstawiony na nim mężczyzna to pisarz ze Stratford-upon-Avon. Innym jest fakt, iż przedstawiona postać nosi kolczyk w lewym uchu, co było charakterystyczne dla Shakespeare’a. Zdaniem badaczy zarówno broda, jak i włosy portretowanej osoby były wydłużane przez późniejszych malarzy, sam kolczyk zaś jest częścią oryginalnego obrazu.
Wiadomo, że zanim w jego posiadanie wszedł diuk Chandos, stanowił on własność Williama Davenanta, którego Shakespeare był ojcem chrzestnym.